# Paul Guiral
Pour les articles homonymes, voir Guiral.
Paul Guiral ou Pierre Paul Guiral, né le 29 août 1883 à Montauban (Tarn-et-Garonne) et mort le 10 janvier 1961, est un résistant français.

## Biographie
Haut magistrat en retraite (président honoraire de la cour d’appel de Tananarive), ayant exercé dans les colonies et notamment à Madagascar, il participe, par l’entremise de Georges Caussanel alias Mickey, dès l’armistice de 1940, à la Résistance civile et la lutte clandestine contre les Allemands.
Entré tout d’abord à Combat puis à Franc-Tireur, en novembre 1943, sous le pseudo de Daumier puis de Gérôme (matricule 2452 DR), il devient chef départemental des MUR de Tarn-et-Garonne et responsable du service de renseignement des MUR. À ce titre, il siège au comité départemental de libération (CDL) à Montauban (Tarn-et-Garonne). En mai 1944, il est désigné en qualité de président du CDL, fonction qu’il occupera jusqu’à la Libération. À la même période, victime d’une dénonciation, il entre dans la clandestinité et gagne le maquis de la 4e compagnie de l’Armée secrète (AS). Sa tête est mise à prix et il est activement recherché par la Gestapo et la Milice. En représailles, la police allemande, dirigée par Félix Stotz, interpelle, à son domicile, son épouse Henriette Corot (1889-1945) et sa fille Suzanne Guiral, dite "Suzy", qui sont également actives dans la résistance. Transférées à la prison Saint-Michel à Toulouse, elles sont déportées à Sarrebruck et internées au camp de concentration de Ravensbrück ; Suzanne Guiral décrira à son retour de déportation les terribles conditions de détention dans un livre intitulé "44.694.F - De Saint-Michel à Ravensbrück".Henriette Guiral meurt quelques jours après la libération du camp.
À la Libération, Paul Guiral est nommé commissaire du gouvernement et président du tribunal militaire et de la cour martiale de Tarn-et-Garonne à Montauban. Il est élevé au grade d'officier de la Résistance (lieutenant-colonel) alias lieutenant-colonel Gavarni. À ce titre, il reçoit la médaille de la Résistance avec rosette et la médaille de la France libre.
Cette nomination est accompagnée de la citation suivante :
« Depuis l’armistice, Monsieur Guiral a consacré sans réserve toutes ses forces, ses facultés, ses ressources et même sa famille au service de la Résistance. Il a été, dans le département de Tarn-et-Garonne, l’âme et le chef de la lutte contre l’ennemi et contre le régime de Vichy, occupant les postes les plus exposés, assurant les missions les plus dangereuses et regroupant sans cesse les courages autour de lui. Rien n’a pu l’abattre, ni épuiser son abnégation, pas même la douleur et l’angoisse que lui causaient l’arrestation et la déportation de sa femme et de sa fille. Il est un des modèles les plus nobles de la Résistance qui, depuis 1940, ont tout donné à la Patrie. »
— Cité dans l'ouvrage La mémoire : Heurs et Malheurs, p. 70

## Décorations
Les distinctions reçues par Paul Guiral sont :
| Décoration                                                           | Ruban | Observations |
| -------------------------------------------------------------------- | ----- | ------------ |
| Médaille de la Résistance avec rosette                               |       |              |
| Médaille commémorative des services volontaires dans la France libre |       |              |

### Sources et bibliographie
- « Fiche biographique de Pierre Paul Guiral », sur www.reseaugallia.org, Amicale mémoire du réseau Gallia (consulté le 21 mai 2014)
- « Site sur l'action dans la Résistance de Georges Caussanel : Rubrique consacrée à la famille Guiral », sur www.caussanel.fr, site de Serge Caussanel (fils de Georges Caussanel) (consulté le 21 mai 2014)
- Suzanne Guiral, De Saint-Michel à Ravensbrück, 1946, 197 p. (lire en ligne) [PDF]
- Jacques Latu, « L’État-major de l’Armée secrète et des FFI de Tarn-et-Garonne », Arkheia, nos 2-3,‎ 2000 (lire en ligne, consulté le 21 mai 2014)
- Max Lagarrigue (en), « Biographies des membres de l’EM AS et FFI de Tarn-et-Garonne, partie I », Arkheia, nos 2-3,‎ 2000 (lire en ligne, consulté le 21 mai 2014)
- Max Lagarrigue, « Biographies des membres de l’EM AS et FFI de Tarn-et-Garonne, partie II », Arkheia, nos 2-3,‎ 2000 (lire en ligne, consulté le 21 mai 2014)
- Louis Olivet et André Aribaud, La mémoire : Heurs et Malheurs : Forces Françaises de l'Intérieur, Comité Départemental du Prix de la Résistance et de la Déportation du Tarn-et-Garonne, 2008, 268 p. (ISBN 978-2-9522865-1-0, lire en ligne) [PDF]